# Antonio Aparisi Guijarro
Pour les articles homonymes, voir Antonio Aparisi (homonymie) et Guijarro.
Antonio Aparisi Guijarro (en castillan) ou   Antoni Aparici i Guijarro (en catalan), né à Valence le 29 mars 1815 et mort à Madrid le 5 novembre 1872, est un homme politique et journaliste traditionaliste espagnol.